# Marianne Golz
Marianne Golz-Goldlust (Vienna, 30 gennaio 1895 – Praga, 8 ottobre 1943) è stata una cantante lirica e attrice austriaca con una carriera di successo nell'Europa orientale durante i primi anni '20.
Sposò il giornalista ebreo Hans Goldlust nel 1929. Quando Hans fu arrestato dai nazisti nel 1939, Marianne Golz si assicurò il suo rilascio, aiutandolo insieme agli altri suoi parenti a fuggire in Inghilterra. Rimase a Praga per aiutare la resistenza: un compito pericoloso che svolse nascondendo i rifugiati ebrei, contrabbandando risorse economiche ed informazioni attraverso il confine e reclutando nuovi membri della resistenza anche tenendo incontri in casa.
Dopo che lei e molti altri membri della resistenza furono arrestati dai nazisti nel 1942, Marianne confessò il suo ruolo nell'organizzazione e affermò che i suoi associati erano innocenti, assicurandosi quindi il loro rilascio. I tentativi per farla liberare non hanno avuto successo: nel maggio 1943 fu condannata a morte dai nazisti e fu giustiziata con la ghigliottina nell'ottobre dello stesso anno.
Le lettere personali di Marianne furono compilate e pubblicate sotto forma di libro dopo la guerra, e la sua storia divenne ulteriormente popolare grazie ad articoli, trasmissioni radiofoniche e anche uno spettacolo teatrale. Nel 1988 è stata riconosciuta come Giusto tra le Nazioni.

## Biografia

### Primi anni
Maria Agnes Belokosztolszky nacque il 30 gennaio 1895 a Vienna in una famiglia cattolica, da madre cecoslovacca e padre polacco. Aveva una sorella di nome Rosi. Dopo il liceo, si è formata come cantante d'opera e ballerina. Ha preso il nome d'arte di Marianne Tolska. Durante i primi anni '20, è apparsa in spettacoli a Linz, Stoccarda e Salisburgo, lavorando con il compositore austriaco Nico Dostal e cantando operette insieme al tenore Richard Tauber: durante questo periodo, si sposò e divorziò due volte.
Nel 1924 si trasferì a Berlino, qui incontrò l'editore e giornalista ebreo Hans Goldlust. I due si sposarono nel 1929. Hans aveva adottato informalmente il cognome 'Golz' per evitare lo stigma sociale che circondava i nomi tradizionalmente ebraici in Germania, così quando Marianne lo sposò adottò il cognome Golz-Goldlust. La coppia si trasferì a Praga nel 1934 e Marianne sfruttò le sue capacità come critico teatrale.

### Lavoro di resistenza
Quando i nazisti invasero Praga nel 1939, Hans fu arrestato. Marianne riuscì ad ottenerne il rilascio, aiutandolo a fuggire in Inghilterra insieme alla madre e alla sorella. Invece di unirsi a loro in sicurezza, Marianne decise di rimanere a Praga per aiutare gli altri ebrei perseguitati. Ha iniziato a tenere incontri a casa sua per trovare cittadini che la pensassero allo stesso modo, in questo modo ha incontrato l'organizzatore della resistenza locale Ottokar Zapotecky, la cui rete ha aiutato a far uscire clandestinamente i rifugiati da Praga. Marianne reclutò nuovi membri nella resistenza dalla Cecoslovacchia e dall'Austria, assistendo i profughi ebrei nella loro fuga e mettendoli in contatto con la rete oltre che spostando le risorse economiche oltre confine. Nascose i rifugiati in casa sua, continuò a tenere incontri per la resistenza e organizzò il contrabbando di importanti informazioni sulle condizioni di Praga verso il governo ceco in esilio in Inghilterra.

### Morte ed eredità
Il 19 novembre 1942, Marianne e molti altri collaboratori della resistenza furono arrestati dai nazisti: ha confessato immediatamente, negli interrogatori ha dichiarato che era l'unico membro della resistenza nel gruppo, ed in conseguenza gli altri arrestati sono stati subito rilasciati. Marianne fu detenuta nella prigione di Pankrác. Nonostante la sua prigionia continuò a inviare un flusso costante di lettere ad amici e contatti; le lettere erano scritte su ritagli di carta e fatte uscire di nascosto fuori di prigione ogni volta che le venivano portati i pasti.
Sebbene la famiglia di Marianne abbia usato i mezzi legali disponibili per farla liberare, la maggior parte degli avvocati non era disposta a rischiare le ritorsioni delle autorità tedesche discutendone la difesa. L'avvocato ceco Marie Schrámek alla fine accettò di prendere il caso, ma non fu in grado di liberare Marianne, nonostante si sia rivolta in appello all'Alta Corte Tedesca speciale e al Ministro della Giustizia del Reich. Nel maggio 1943, Marianne fu condannata a morte per le sue azioni e fu ghigliottinata l'8 ottobre 1943.
Nel 1946, le lettere di Marianne Golz furono raccolte e pubblicate in un libro intitolato Zaluji ("Accuso"), e successivamente in traduzione tedesca come Der Große Tag ("Il giorno più importante"). La sua storia è stata raccontata in trasmissioni radiofoniche, pubblicazioni e anche in un gioco. Nel giugno 1988, Marianne Golz è stata formalmente riconosciuta da Yad Vashem come Giusta tra le Nazioni per il suo lavoro di salvataggio dei rifugiati ebrei: in suo onore, è stato piantato un ulivo allo Yad Vashem Memorial Center in Israele.
Nel 2011, il Memoriale della Resistenza tedesca ha tenuto una mostra speciale incentrata sulla vita di Marianne Golz-Goldlust.